# Lasioglossum cyanorugosum
Lasioglossum cyanorugosum är en biart som beskrevs av Engel, Hinojosa-díaz och Yáñez-ordóñez 2007. Lasioglossum cyanorugosum ingår i släktet smalbin, och familjen vägbin. Inga underarter finns listade i Catalogue of Life.